# ان‌جی‌سی ۱۹۸
ان‌جی‌سی ۱۹۸ (انگلیسی: NGC 198) نام یک کهکشان مارپیچی در صورت فلکی ماهی است.